# Реграги, Валид
Валид Реграги (араб. وليد الركراكي‎; род. 23 сентября 1975[…], Корбей-Эсон) — французский и марокканский футболист, тренер. Выступал за сборную Марокко.

## Биография
В качестве футболиста выступал за несколько французских клубов, а также за испанский «Расинг» из Сантадера. Несмотря на то, что Реграги родился во Франции, в 2001 году он принял решение выступать за сборную Марокко, за которую он провел 45 матчей. В 2004 году вместе с «Атласскими львами» доходил до финала Кубка африканских наций в Тунисе.
После завершения карьеры Реграги входил в тренерский штаб марокканской сборной, а в 2014 году начал самостоятельную работу с клубом ФЮС — с ним он побеждал в чемпионате и в Кубке страны.
После небольшой и успешной командировки в катарский «Аль-Духаиль» (с клубом он взял национальный титул) специалист вернулся на родину и в августе 2021 года возглавил «Видад». В своем первом сезоне, помимо чемпионства, ему удалось дойти с командой до финала африканской Лиги чемпионов, в котором «Видад» обыграл египетский «Аль-Ахли» (2:0). В июле Реграги был номинирован на звание лучшего тренера Африки.
В сентябре 2022 года Валид Реграги был назначен на пост главного тренера сборной Марокко за два месяца до начала Чемпионата мира в Катаре. На этой должности он заменил боснийца Вахида Халилходжича, с которым «Атласские львы» успешно преодолели квалификацию к турниру.

## Достижения

### В качестве футболиста
«Аяччо»
- Победитель Лиги 2 (Франция): 2001/02

Сборная Марокко
- Серебряный призёр Кубка африканских наций: 2004

### В качестве тренера
ФЮС
- Чемпион Марокко: 2015/16
- Обладатель Кубка Марокко: 2013/14

«Аль-Духаиль»
- Чемпион Катара: 2019/20

«Видад»
- Чемпион Марокко: 2021/22
- Победитель Лиги чемпионов КАФ: 2021/22

### Прочее
- Член символической сборной Кубка африканских наций: 2004